# كنيسة الانبا انطونيوس بشبرا
كنيسة الأنبا أنطونيوس بشبرا (مصر) تأسست عام 1934. هي أيضاً كانت وما زالت منارة للعلوم الكنسية والتعليم، فهي من أوائل الكنائس بحي شبرا.

## المكان
تقع في شارع ترعة الجلاد امتداد شارع الكرجى المتفرع من شارع الترعة البولاقية بحي شبرا مصر.

## خريجين بارزين
تخرج منها البابا شنودة الثالث بابا الإسكندرية وبطريرك الكرازة المرقسية وأيضاً العديد والعديد من الآباء المطارنة والأساقفة مثل:
- الأنبا باخوميوس (مطران البحيرة ومطروح والخمس مدن الغربية وشمال أفريقيا)
- الأنبا دانيال (أسقف عام المعادى وتوابعها)
- الأنبا يوسف (أسقف جنوب الولايات المتحدة الأمريكية) نسخة محفوظة 12 أغسطس 2014 على موقع واي باك مشين.
- الأنبا بيسنتى (أسقف حلوان والمعصرة)
- الأنبا أرسانيوس (مطران المنيا وأبى قرقاس)
- من الآباء الأساقفة المتنيحين: الأنبا يوأنس (أسقف الغربية)
- الأنبا بيمن (أسقف ملوي)

## إشراف
وكنيسة الأنبا أنطونيوس بشبرا الآن تحت إشراف الحبر الجليل الأنبا مكاري (أسقف شبرا الجنوبية).

## إدارة
كنيسة الأنبا أنطونيوس بشبرا بها الآن 8 آباء كهنة هم:
- القمص باخوم حبيب
- القمص أنطونيوس يونان
- القمص يوسف نظير
- القس هيمانوت شوقي
- القس بيشوى حلمى
- القس يوحنا ميلاد
- القس بولا رسمي
- القس مينا مكرم

تليفون الكنيسة: 22350693